# Herbert Sound
Herbert Sound, Estrecho Azopardo eller Canal Sidney Herbert är ett sund i Antarktis. Det ligger i Västantarktis. Argentina, Chile och Storbritannien gör anspråk på området.